# Manifestations du 24 août 1994 devant l'hôpital Filtro
L'Affaire de l'hôpital Filtro, ou massacre de Jacinto Vera (du nom du quartier où est situé l'établissement), eut lieu le 24 août 1994 à Montevideo (Uruguay), durant la présidence de Luis Alberto Lacalle (Parti blanco). Il s'agit de manifestations en faveur du droit d'asile et contre l'extradition de trois membres présumés de l'ETA, durant lesquelles la police tira à balles réelles, tuant un ouvrier de 24 ans, Fernando Moroni, à bout portant, ainsi que Roberto Facal, étudiant en architecture, tandis qu'un infirmier fut atteint de quatre balles. Au total, 44 policiers et 31 civils furent blessés et deux manifestants tués: il s'agit de la répression policière la plus brutale depuis la transition démocratique uruguayenne.

## Contexte
Treize Basques, vivant en Uruguay depuis 1988, furent arrêtés en mai 1992 dans le cadre de l'« opération Duque », sous la responsabilité de l'inspecteur Saúl Clavería et du ministre de l'Intérieur Juan Andrés Ramírez (es). Ils furent inculpés de possession de faux documents. Le gouvernement espagnol de Felipe González (PSOE) demanda l'extradition de huit de ces Basques, accusés d'appartenir à l'ETA, en vertu d'un traité du 11 novembre 1885. Il fit également pression sur Montevideo en affirmant qu'en cas de refus, il retarderait la mise en œuvre du Traité de coopération signé entre l'Espagne et l'Uruguay, qui incluait l’envoi de 200 ambulances, de véhicules policiers et des prêts de deux milliards de dollars destinés à financer des hôpitaux.
Le Mouvement de libération nationale - Tupamaros (MLN-T) aida alors les Basques en leur fournissant un avocat, Gustavo Puig, qui prit leur défense. Leur radio, la Panaméricaine CX44, fit campagne contre l'extradition et pour le droit d'asile de ces membres présumés de l'ETA .
Finalement, la justice uruguayenne n'approuva l'extradition que de trois d'entre eux, qui entamèrent des grèves de la faim, en 1993 et 1994, pour obtenir l'asile . Le Front large (coalition de gauche), majoritaire au sein de la Junta Departamental de Montevideo, vota alors, le 18 novembre 1993, une résolution en faveur de « l'adoption d'une décision humanitaire (...) qui ferait honneur à la tradition de l'Uruguay, terre d'asile ». Très affaiblis, les trois Basques furent transférés le 19 août 1994 à l'hôpital du Filtre.

## Manifestations
Le lendemain, une centaine de manifestants se relayaient devant l'hôpital pour empêcher l'extradition des etarras présumés.  Deux jours plus tard, le 22 août 1994, une marche réunit plusieurs milliers de personnes pour la défense du droit d'asile, thème particulièrement sensible dans un pays où beaucoup de militants politiques durent s'exiler lors de la dictature de 1973-1985 .
Une grève générale fut déclarée le 23 août, et le 24, un avion des Forces aériennes espagnoles étant arrivé, la police uruguayenne disperse les manifestants à coup de gaz lacrymogène, tandis que la garde républicaine à cheval charge les manifestants, les frappants avec le plat du sabre, tandis que les manifestants répliquent en jetant des pierres. Ces affrontements font plusieurs blessés, avant que la police ne se décide de tirer à balles réelles, tuant à bout portant un ouvrier de 24 ans, Fernando Morini, tandis qu'un infirmier est touché par quatre balles. Les Basques furent exfiltrés le soir et extradés
Les manifestants furent soutenus par les Tupamaros, Jorge Zabalza transmettant en direct sur la radio CX 44, tandis que José Mujica, Eleuterio Fernández Huidobro et López Mercao dénonçaient la répression et appelaient à manifester. La centrale syndicale PIT-CNT participait aussi aux manifestations, tandis que plusieurs personnalités importantes du Front large, dont le général Líber Seregni, leader historique du Front, et Tabaré Vázquez (PS), alors maire de Montevideo, se rendirent sur les lieux afin d'apporter leur soutien.

## Suites et conséquences
Le lendemain de ces événements, la radio Panaméricaine des Tupamaros fut fermée par le gouvernement, avec le soutien du Parti blanco et colorado. Jon Idigoras, membre d'Herri Batasuna, fut expulsé. Enfin, le Front large accusa le gouvernement de Lacalle et son ministre de l'Intérieur, Ángel María Gianola (es), d'avoir brutalement réprimé les manifestants, causant mort d'homme . 
Un dirigeant socialiste proposa toutefois qu'on expulse le MLN-T du Front large, ces événements ayant été l'une des causes probables de l'échec du Front aux élections d'octobre 1994, qui se fit distancer par le Parti colorado de seulement 30 000 voix.
Le lieutenant des cuirassiers Miguel Rolán et d'autres officiers de police furent condamnés à des amendes, en 1997, pour coups et blessures. Toutefois, Rolán continua à monter dans la hiérarchie, devenant chef d’état-major de la garde républicaine sous le gouvernement Batlle, suscitant une question du député José Carlos Mahía (es) (Assemblée Uruguay, centre-gauche) en 2002.
En Espagne, Mikel Ibáñez Oreiza, l'un des présumé etarra, fut acquitté faute de preuves, tandis que Luis María Lizarralde Izaguirre et Josue Goitía Unzurrunzaga furent condamnés. 
Des marches pacifiques réclamant la réouverture des enquêtes concernant les officiers de police ayant tué Fernando Morroni et Roberto Facal eurent lieu tous les ans, celle du 25 août 2008, à laquelle participèrent l'ONG Plenaria Memoria y Justicia et le Basque, Josue Goitía Unzurrunzaga, libéré après avoir purgé sa peine, ayant rassemblé 600 personnes,.
Par ailleurs, la publication du livre Cero a la izquierda de Jorge Zabalza, en 2007, provoqua le dépôt d'une plainte contre X par la liste 15 du Parti colorado, représentée par le député d'extrême-droite Daniel García Pintos (es) (ex-membre de la Juventud Uruguaya de Pie), qui visait par là les dirigeants des Tupamaros, en les accusant plus ou moins explicitement de « sédition » . Cet événement provoqua une bagarre (physique) au Parlement, impliquant notamment le député blanco Luis Alberto Lacalle Pou, fils de l'ex-président Luis Alberto Lacalle, et le député Juan Domínguez (MPP).